# Cantone di Plouaret
Il Cantone di Plouaret era una divisione amministrativa dell'Arrondissement di Lannion.
A seguito della riforma approvata con decreto del 13 febbraio 2014, che ha avuto attuazione dopo le elezioni dipartimentali del 2015, è stato soppresso.

## Composizione
Comprendeva 9 comuni:
- Loguivy-Plougras
- Plouaret
- Plougras
- Plounérin
- Plounévez-Moëdec
- Pluzunet
- Tonquédec
- Trégrom
- Le Vieux-Marché